# Agía Paraskeví (kommunhuvudort)
Agía Paraskeví är en kommunhuvudort i Grekland.   Den ligger i prefekturen Nomarchía Athínas och regionen Attika, i den sydöstra delen av landet, 11 km öster om huvudstaden Aten. Agía Paraskeví ligger 216 meter över havet och antalet invånare är 59 704.
Terrängen runt Agía Paraskeví är kuperad österut, men västerut är den platt. Runt Agía Paraskeví är det tätbefolkat, med 257 invånare per kvadratkilometer. Närmaste större samhälle är Aten, 11,0 km väster om Agía Paraskeví. 